# Ehe für eine Nacht
Ehe für eine Nacht ist ein 1952 entstandenes, deutsches Verwechslungslustspiel von Viktor Tourjansky mit Gustav Fröhlich, Hannelore Bollmann und Adrian Hoven in den Hauptrollen.

## Handlung
Fotograf Hans Hoppe ist nicht nur Vater von drei erwachsenen Kindern, er frönt auch noch der Wettleidenschaft: Vor allem Pferderennen haben es ihm angetan. Da ihm aber allmählich das Geld ausgeht, greift er zu einem ungewöhnlichen Trick. Sein reicher Bruder aus Amerika, Pedro, wird von ihm gebeten, bereits jetzt die fest zugesagte Mitgift für seine kurz vor der Eheschließung stehenden Kinder auszuzahlen. Hans Hoppe will mit diesem Geld erwartungsgemäß erneut sein Glück auf der Rennbahn versuchen, ohne dass die eigentlich rechtmäßigen Empfänger, seine Kinder, etwas davon ahnen. Das Unglück nimmt seinen Lauf, denn prompt meldet sich der reiche Onkel aus Amerika bei den deutschen Verwandten an. 
Pedro Hoppe will jedoch ganz en famille wohnen, das heißt, man kann ihn zwecks Unterbringung nicht in ein Hotel verfrachten. Und so ist der heiratswillige Nachwuchs von Vater Hoppe, der seinen Kindern kleinlaut die finanzielle Zweckentfremdung beichtet, dazu gezwungen, Pedro eine Farce vorzuspielen und die „Ehe für eine Nacht“, wie der Filmtitel verspricht, zu proben. Während anfangs die Scharade gelingt und Pedro einwickelt, geht ihm jedoch bald ein Licht auf, als sich eine der falschen Ehegattinnen in ihn verliebt. Großzügig verzeiht Pedro seinem Bruder Hans den Schwindel, und der hat mit seinem Wetteinsatz endlich einmal Glück und erzielt einen großen Gewinn beim Derby.

## Produktionsnotizen
Ehe für eine Nacht entstand im Herbst 1952 im Münchner Carlton-Film-Studio sowie mit Außenaufnahmen in München und der Trabrennbahn Daglfing bei München. Der Film wurde am 18. Februar 1953 im Kasseler Capitol-Kino uraufgeführt, die Berliner Premiere war am 14. Mai desselben Jahres. 
Produzent Jochen Genzow übernahm mit Franz Seitz junior die Herstellungsleitung, Rudolf Wischert die Produktionsleitung. Ernst H. Albrecht und Arne Flekstad gestalteten die Filmbauten, Walter Rühland kümmerte sich um den Ton. Es sang Horst Winter. 

## Kritik
Im Lexikon des Internationalen Films urteilte: „Drei Scheinehen und noch mehr Verwechslungen in einem geschmacksunsicheren Lustspiel mit abgenutzter Situationskomik.“